# خلیل‌الله خلیلی
خَلیل‌الله خَلیلی مشهور به استاد خلیلی (زادهٔ ۱۲۸۶ در کابل – درگذشتهٔ ۱۳۶۶ خورشیدی در اسلام‌آباد) شاعر فارسی‌گوی و تاجیک‌تبار معاصر افغانستان است.

## زندگی
خلیلی در سال ۱۲۸۶ خورشیدی (۱۹۰۷ میلادی) در باغ جهان‌آرای کابل متولد شد. پدرش محمدحسین‌خان مستوفی‌الممالک از بزرگان منطقهٔ کوهستان در شمال کابل و وزیر مالیهٔ عهد امیر حبیب‌الله خان بود که پسان‌تر به فرمان امان‌الله خان به دار آویخته شد.
وی در سنین کودکی والدینش را از دست داد و درس را در نیمهٔ راه رها کرد. او سال‌ها در کابل، کوهستان و بلخ زیست و در پست‌های اساسی زیادی در سازمان‌های دولتی داخل و خارج افغانستان کار کرد. در اوایل دههٔ بیست خورشیدی به سمت معاون دانشگاه کابل به کار گماشته شد. در سال ۱۳۳۰ ریاست مستقل مطبوعات را به‌عهده گرفت و در سال ۱۳۳۲ به‌عنوان مشاور عالی سلطنتی در دربار محمد ظاهر شاه خدمت کرد و نیز مدتی نمایندهٔ مجلس بود و در سال‌های نخستین دههٔ ۵۰ به‌عنوان سفیر کبیر مدتی در عربستان سعودی و سپس در عراق مشغول به کار بود.
جدای مناصب اجرایی، موقعیتی بود که خلیلی در عالم ادب کسب کرد و به‌زودی نامدارترین شاعر افغانستان بدل گشت.

## دوران مهاجرت
خلیلی پس از کودتای هفت ثور سفارت را ترک گفت و مدتی در اروپا و آمریکا به سر برد. اما به سبب عشق وطن دیر در آن‌جا نپایید. او پس از آن به پاکستان رفت و در کنار هزاران هموطن آواره‌اش مسکن گزید و در این دوره آثار بسیاری از خود به جای گذاشت.

## آثار
خلیلی در مجموع ۶۲ اثر منظوم و منثور در عرصه‌های مختلف هنر، ادب، سیاست، فلسفه و عرفان دارد که بیشترشان در داخل و خارج از افغانستان به چاپ رسیده‌است. آثار هرات، سلطنت غزنویان، فیض قدس، احوال و آثار حکیم سنایی، از بلخ تا قونیه، یمگان، نی‌نامه و عیاری از خراسان، آثار پژوهشی او هستند.

## شهرت خلیلی
عبدالغفور روان فرهادی پژوهشگر و نویسندهٔ اهل افغانستان و نمایندهٔ پیشین افغانستان در سازمان ملل متحد، در صدمین سالگرد زایش خلیل‌الله خلیلی، قدرت بیان او را کم‌نظیر توصیف کرد.
خلیلی اعتبار بسیاری نیز در میان فارسی‌زبانان ایران نیز کسب کرده بود. چنانچه مقامات دانشگاهی و حلقه‌های ادبی ایران دوبار در سال‌های ۱۳۳۵ و ۱۳۴۰ از وی دعوت نمودند و خلیلی مورد استقبال فراوان حلقه‌های فرهنگی ایران قرار گرفت. چنان‌که تقریظ‌هایی را که عبدالرحمن پژواک، رضازاده شفق، بدیع‌الزمان فروزانفر، لطفعلی صورت‌گر و شمس‌الدین مجروح بر دیوان اشعار او نگاشته‌اند.
زمانی، خلیل‌الله خلیلی در سوگ ملک‌الشعرای بهار سروده بود:
| زآغاز تاریخ، ایران و افغان  |  | سر خوانِ دانش و اخوان نشسته    |
| ز باغی دو سرو روان قد کشیده |  | به شاخی دو مرغ خوش‌الحان نشسته |

## درگذشت
خلیل‌الله خلیلی در بهار ۱۳۶۶ خورشیدی در شهر اسلام‌آباد کشور پاکستان درگذشت. جسد وی پس از ۲۵ سال از درگذشتش، از پاکستان به کابل منتقل و در مراسم رسمی در محوطه دانشگاه کابل و در کنار آرامگاه سید جمال‌الدین اسدآبادی به خاک سپرده شد.
در مراسم خاکسپاری مجدد وی اعضای خانواده او، شماری از اعضای کابینه، استادان دانشگاه کابل و دوست‌داران این شاعر شرکت کردند.